# Taraxacum cacuminatum
Taraxacum cacuminatum — вид квіткових рослин з родини айстрових (Asteraceae). Вид зростає в Європі: Данія, Швеція, Фінляндія, Нідерланди, Німеччина, Швейцарія, Австрія, Польща, Іспанія, Франція, Естонія; це багаторічна рослина помірних біомів.